# Parcours (pastoralisme)
Pour les articles homonymes, voir parcours.
 (février 2019).
Si vous disposez d'ouvrages ou d'articles de référence ou si vous connaissez des sites web de qualité traitant du thème abordé ici, merci de compléter l'article en donnant les références utiles à sa vérifiabilité et en les liant à la section « Notes et références ».
Le parcours était un véritable réseau ouvert de pacage, c'est-à-dire un assemblage de lieux de pâture différents reliés entre eux par des passages. Variable par son extension dans le temps, il pouvait être constitué par des pâturages communaux, des routes, chemins, passages ou voies de passage ouvertes, des bandes de terrains en lisière de ces voies ou sentes. Ils concernaient, suivant les coutumes orales constamment réactualisées ou les justices locales, avec leurs gardiens, différents types de bétail, parfois sélectivement : bovins, ovins, caprins, porcins. 

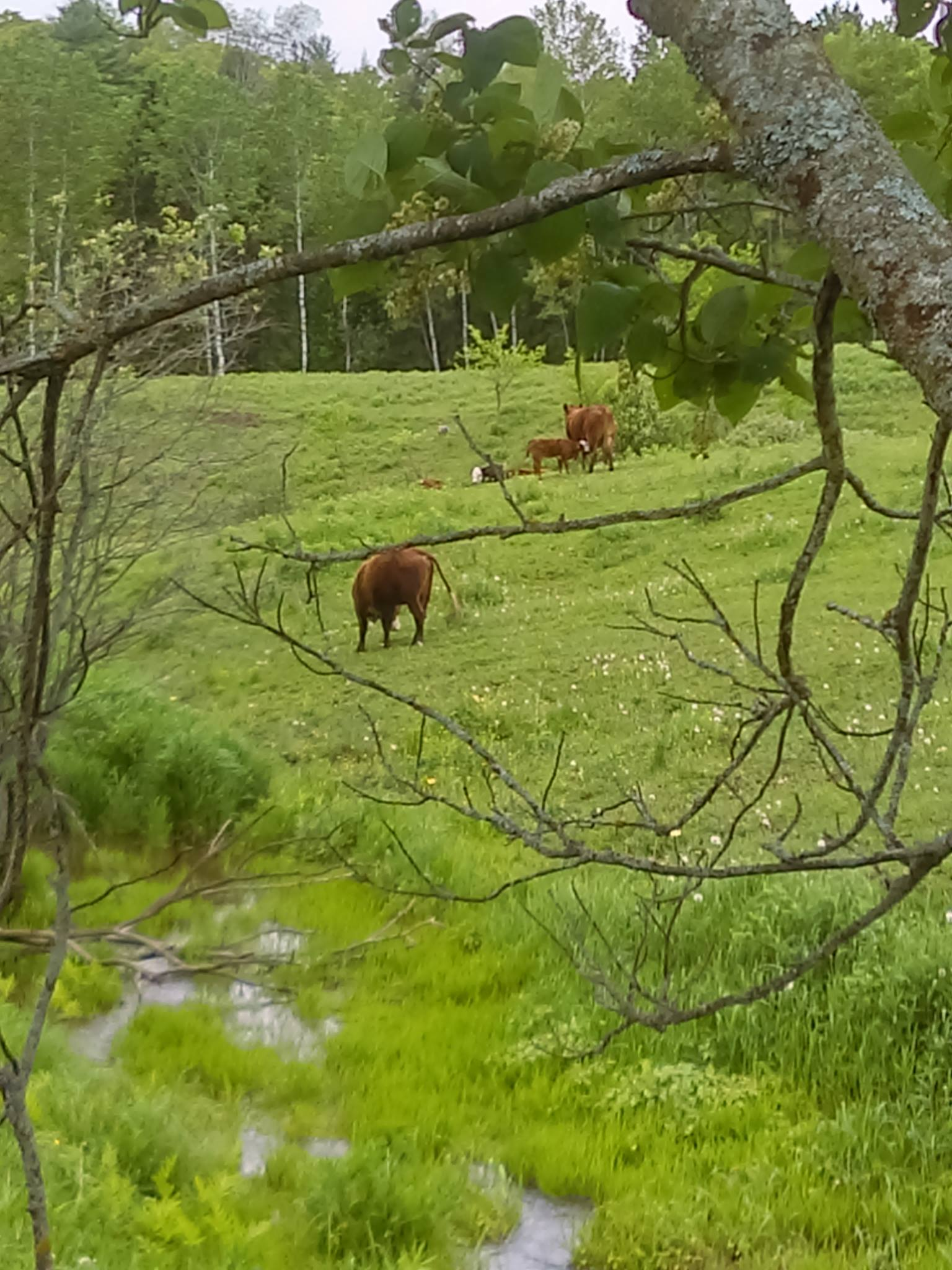
Au Québec, à la Lanaudière, les bovins peuvent encore pâturer sur les parcours.

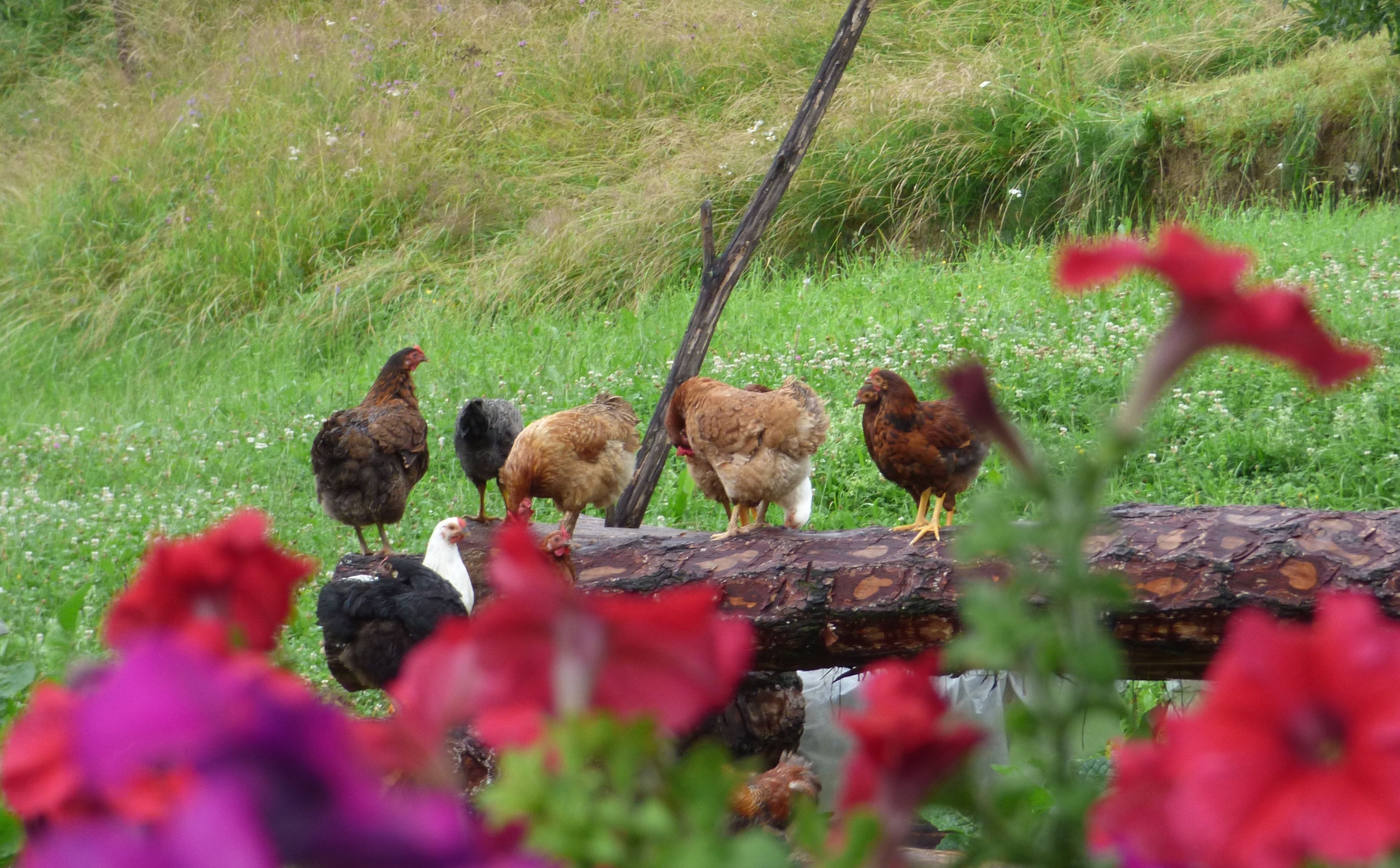
En été, ces poules des Carpates trouvent aussi l'essentiel de leur ration sur les parcours.

Cette appellation propre à d'anciennes coutumes de droit rural est devenue un terme technique en agriculture moderne désignant les terres incultes ou à très faible rendement et dévolues à l'élevage du bétail de rente.

## Un droit très ancien
Le droit de parcours consiste en l'autorisation d'envoyer sous bonne garde ou de laisser paître sur le territoire commun, souvent vers la limite de finage, ou au-delà sur le territoire d'une autre communauté, d'une autre paroisse, d'une autre terre domaniale ou seigneuriale. Il intéresse les habitants d'un hameau, d'une communauté ou de plusieurs communautés villageoises solidaires. Le territoire de pacage, extension mutuellement consentie de l'aire de la vaine pâture, rassemble par divers chemins avec leurs talus ou trouées de passage, des bois, des terres ou prairies dépouillées ou vaines, des landes et/ou des friches. Un grand nombre de termes de paysage, désignant les friches, dans la civilisation paysanne proviennent de ces activités pastorales familiales ou communautaires. Par exemple, la treixe, treiche ou trice du domaine lorrain était à l'origine un lieu de connexion ou de confluence de différents parcours. Contrairement à une croyance commune, ce lieu conséquent de vaine pâture, nœud des parcours, à la fois point de départ et arrivée, devait être entretenu pour rester une vaste prairie convenable ou un ensemble de fourrières. Tous les quinze ou vingt ans, il fallait soit débroussailler si le terroir sous-pâturé était envahi d'espèces ligneuses proliférantes, soit mettre en défense, labourer et cultiver des parcelles si la mousse et l'absence de bonnes graminées, surpâturées, ne laissaient qu'une herbe sèche, rare et dure. Si le pâturage était adapté à l'optimum, il suffisait de réguler la végétation prairiale par un feu contrôlé toutes les décennies. 
Le droit attesté en France médiévale est restreint dans le temps et l'espace. Il s'étend après les récoltes aux champs et aux espaces non enclos, sur les terres de grande culture par saison, correspondant aux anciens openfields de la France. Il est déjà restreint dans les archives du XIIIe siècle en Europe occidentale où s'institue une préservation accrue, sévèrement réglementée, du patrimoine forestier au sein des grueries. Les coutumes villageoises l'ont peu ou prou préservé, surtout dans les zones de montagnes ou dans certaines provinces de grande culture, tels que la Lorraine.
Il est évident que tout parcours était prohibé dans la prairie humide, aménagées par les communautés.  Par contre, il s'étendait facilement aux champs après récolte et aux prés secs, après récolte du regain. Abusif ou mal maîtrisé par une foule de participants, un droit de parcours peut se muer en folle et terrible destruction. Les principales victimes étaient les propriétaires riverains.
Ce droit déjà très limité ou surveillé depuis le XVIIIe siècle a été aboli en France par la loi républicaine du 9 juillet 1889. Par extension de cette loi, tout bétail divaguant est depuis en terme juridique une épave.

## Parcours montagnards, à l'origine de la randonnée pastorale
En maintes contrées montagneuses, le parcours toujours libre permettait de faire un tour avec le bétail qui pouvait regagner le domaine ou la ferme en quelques heures ou avant la nuit. Il diffère des types d'estives qui impliquent des formes d'attributions spécifiques de terrains herbagers, avec des contraintes et aussi des rétributions au profit de l'autorité souveraine. 
La suppression des parcours a affecté les paysans les plus pauvres ou les éleveurs les plus démunis de prairies, accentuant l'exode rural de vastes contrées appauvries. Les puissants ont clôturé ou happé la plupart de ses terres, mettant un terme à une avancée pluriséculaire de l'appropriation privée à l'époque moderne. Les fervents randonneurs, sans le savoir, empruntent souvent des sentiers ou chemins formés sur le reliquat réticulaire préservé des parcours pour approcher les lieux d'habitation, anciens ou encore actuels. 